# Raimund Borrmann
Raimund Frank Borrmann (* 29. Januar 1960 in Rostock) ist ein deutscher Unternehmer und Politiker, der der NPD angehörte. Von 2006 bis 2011 war er Mitglied des Landtages von Mecklenburg-Vorpommern. Nach der Landtagswahl 2011 trat er aus der  NPD aus.

## Leben
Borrmann besuchte die zehnklassige polytechnische Oberschule und absolvierte anschließend eine Ausbildung zum Koch. Er erreichte an der Volkshochschule die Hochschulreife und studierte anschließend an der Karl-Marx-Universität in Leipzig Philosophie. Er schloss dieses als Diplomphilosoph ab und wurde Lehrer für Marxismus-Leninismus. Später wurde er wissenschaftlicher Mitarbeiter an der Fichte-Forschungs- und Gedenkstätte des Barockschlosses Rammenau. Er war Mitarbeiter für Denkmalpflege des Landratsamtes Bischofswerda und wissenschaftlicher Mitarbeiter an der Sächsischen Akademie der Wissenschaften zu Leipzig. Außerdem arbeitete er als wissenschaftlicher Mitarbeiter am Institut für Photophysik an der Technischen Universität Dresden und am Institut für experimentelle Psychologie der Universität Leipzig.
Raimund Borrmann ist seit Ende 2012 als selbstständiger Unternehmer tätig.
Er ist konfessionslos und ledig.

## Politik
Borrmann war von 1990 bis 1994 Mitglied des Kreistages Bischofswerda und zog bei der Landtagswahl 2006 über die Landesliste der NPD in den Landtag von Mecklenburg-Vorpommern ein. Dort fiel er mit kalkulierten Provokationen und dem bewussten Verstoß gegen parlamentarische Regeln auf. So bezeichnete er Regierende als „Tanten und Tunten“, ignorierte beharrlich mit der Ansprache „Bürger des Landes!“ die parlamentarische Etikette und provozierte mit Gesang oder einem gegen den Präsidenten gerichteten Hampelmann den Landtag. Neben zahlreichen Ordnungsrufen kassierte er für seinen „Nationalen Widerstand“ insgesamt neun Sitzungsausschlüsse. Dreimal zog er gegen Ordnungsrufe vor das Landesverfassungsgericht, zweimal scheiterte er damit.
Im Juni 2008 eröffnete Raimund Borrmann ein Bürgerbüro in Kröpelin, das er nicht einmal ein halbes Jahr später wieder schloss. Aufgrund von Ermittlungen der Staatsanwaltschaft wegen Betrugsverdachts wurde Borrmanns Immunität als Landtagsabgeordneter 2009 aufgehoben.